# 1991 en jeu
Chronologie du jeu
- 1987
- 1988
- 1989
- 1990
- 1991
- 1992
- 1993
- 1994
- 1995

Cet article présente les faits marquants de l'année 1991 concernant le jeu.

## Évènements

### Compétitions
- 1er février : le Français Clément Merville remporte le Ve Championnat de France (1989) de Diplomatie à Paris devant ses compatriotes David Guggenheim et Denis Serrano[1].
- 10 novembre : le Japonais Shigeru Kaneda remporte le XVe championnat du monde d’Othello à New York.
- 24 novembre : le Franco-Portugais António Ribeiro da Silva remporte le VIe Championnat de France (1990) de Diplomatie à Paris devant les Français Denis Serrano et Henri Flotte de Pouzols[1].